# Blaž Lorković
Blaž Lorković (Novigrad na Dobri, Hrvatska 1839. – 1892.), ekonomist, pravnik, kulturni i politički djelatnik, utemeljitelj hrvatske političke ekonomije.

## Životopis
Rođen je u Novigradu na Dobri pokraj Karlovca 29. siječnja 1839. u seljačkoj obitelji kao jedino dijete Pavla i Julke Lorković. 1851. odlazi na Školovanje u Varaždinsku gimnaziju, gdje se posebno isticao, a 1854. uz pomoć i nagovor svog ujaka, župnika u selu Rasinje nedaleko od Koprivnice premješta u Zagreb. U Zagrebu je bio smješten u biskupskom sirotištu. Nakon završteka gimnazijskog školovanja u listopadu 1857. Lorković stupa u klerikat i odlazi u nadbiskupsko sjemenište, opredjelivši se za svećenički poziv kako bi udovoljio roditeljima i ujaku. Tijekom boravka u sjemeništu uređivao je neke književne listove, i borio se protiv germanizacije. Od sjemeništa se oprostio 17. veljače 1862. U listopadu 1863. upisuje se, kao redoviti slušatelj, na Pravoslovnu akademiju u Zagrebu (Pravni fakultet). Sve ispite položio je u roku i s odličnim uspjehom. Lorković u srpnju 1867. uspješno završava svoj četverogodišnji studij pravnih znanosti.
16. prosinca 1871. postaje namjesnim učiteljem na Kraljevskoj pravoslovnoj akademiji.  Beletristički rad zamjenjuje znanstvenim i pedagoškim na Pravoslovnoj akademiji i stručnim udruženjima. 
Najznačajnije Lorkovićevo znanstveno djelo je Počela političke ekonomije ili nauke obćega gospodarstva kojeg je objavila Matica hrvatska 1889. godine u okviru serije publikacija namijenjenih hrvatskim trgovcima.
Književne je radove objavljivao u tadašnjim najvažnijim hrvatskim književnim časopisima Vienac, Naše gore list.

## Djela

### Znanstvena djela
- Počela političke ekonomije ili nauke obćega gospodarstva - najvažnije Lorkovićevo djelo
- Razgovori o narodnom gospodarstvu
- Razgovori o narodnom gospodarstvu. Po francezkom od J. J. Rapeta. Naklada "Matice Hrvatske". Zagreb, 1880.
- referat Kakvo bijaše gospodarsko stanje Hrvatske u 18. stoljeću, kakove su narodno-gospodarske ideje tada vladale i kakvi bijahu zastupnici tih ideja
- referat Sadanje stanje gospodarske nauke

### Književnost
- Ljubav i vjernost (pripovijetka),
- Nekoliko tajnih listića (pripovijetka),
- Sliepac (novela),
- Nevjera (pripovijetka),
- Putne sgode i nesgode (putopis),
- Ples (novela),
- Pod kruškom (noveleta),
- Iznimke (pripovijetka),
- Posrednik (pripovijetka),
- Pisanice (pripovijetka),
- Prekasno (pripovijetka),
- Kažnjena taština".
- Mejdan na moru (novela),
- Izpoviest (roman),
- Otac i kći (pripovijetka),
- Prošlost i sadašnjost,
- Hrvati i Srbi (publicističko-politički članak).

## Nagrade
- 1879.: Nagrada iz zaklade Ivana N. grofa Draškovića, za djelo Razgovori o narodnom gospodarstvu. Po francezkom od J. J. Rapeta.
- 1883.: Nagrada iz zaklade Ivana N. grofa Draškovića, za djelo Žena u družtvu i u kući.